# Casa di Segorbe
La Casa di Segorbe (in spagnolo: Casa de Segorbe) è una casa nobiliare spagnola originaria della Corona d'Aragona. Il re Alfonso V d'Aragona, concesse nel 1436 a suo fratello Enrico d'Aragona (1400-1445) la Signoria di Segorbe nel Regno di Valencia e nella Contea di Empúries, nel Principato di Catalogna. La signoria di Segorbe fu elevata a Ducato di Segorbe nel 1475.
Il matrimonio di Alfonso d'Aragona e di Sicilia, II Duca di Segorbe con Juana de Cardona, III Duchessa di Cardona unì la Casa di Segorbe con la Casa di Cardona. Nel 1575 entrambi furono incorporati alla Casa di Comares e nel 1676 i tre alla Casa Medinaceli.